# تلمبة حاجي أباد (حسين أباد)
تلمبة حاجي أباد (بالفارسية: تلمبه حاجی‌آباد) هي قرية تقع في إيران في قسم حسین أباد.